# Semanín
Semanín je obec v okrese Ústí nad Orlicí na východě Čech v Pardubickém kraji. Leží nedaleko od hranic s okresem Svitavy; má 624 obyvatel a rozlohu 886 ha. Leží asi tři kilometry jižně od České Třebové a asi čtrnáct kilometrů od Ústí nad Orlicí.

## Název
Německy se obec nazývala Schirmdorf, z čehož bylo odvozeno latinské označení „villa Zirmeri“.

## Historie
První písemná zmínka o obci pochází z roku 1347; tehdejší osada patřila litomyšlskému biskupovi. Český název obce je doložen od počátku 15. století.

## Obyvatelstvo
| Rok            | 1869 | 1880 | 1890 | 1900 | 1910 | 1921 | 1930 | 1950 | 1961 | 1970 | 1980 | 1991 | 2001 | 2011 | 2021 |
| -------------- | ---- | ---- | ---- | ---- | ---- | ---- | ---- | ---- | ---- | ---- | ---- | ---- | ---- | ---- | ---- |
| Počet obyvatel | 866  | 875  | 870  | 864  | 882  | 802  | 732  | 581  | 610  | 632  | 587  | 516  | 550  | 604  | 602  |
| Počet domů     | 116  | 118  | 121  | 125  | 128  | 130  | 141  | 141  | 123  | 128  | 137  | 148  | 151  | 164  | 185  |

## Obecní správa
Mezi lety 1869–1976 Semanín byl obcí v okrese Litomyšl (1869–1950) a později v okrese Ústí nad Orlicí. Od 30. dubna 1976 do 31. prosince 1997 patřil jako část města k České Třebové a od 1. ledna 1998 je opět samostatnou obcí.

### Obecní symboly
Znak a vlajka byly obci uděleny rozhodnutím předsedy Poslanecké sněmovny Parlamentu České republiky dne 9. prosince 2002.

## Pamětihodnosti
- Dominantou a zřejmě největší zajímavostí obce je historická zvonice pocházející pravděpodobně ze začátku 17. století. Původně obranná zvonice je asymetrická, se zděným spodkem a bedněným patrem. Na podbití stříšek jsou malované ornamenty a nápisy. Na zvonici je zvon o průměru 1,05 m, vysoký 0,8 m z roku 1609
- Kostel svatého Bartoloměje – původně dřevěný, dnešní stavba barokní z roku 1696
- Několik sousoší – 2× Nejsvětější Trojice, 2× Ukřižování, nejstarší z roku 1701
- Patrně nejstarší památkou v obci je smírčí kříž v „Bukáči“ nad obcí.